# Vinny Appice
 (mai 2023).
Vincent "Vinny" Appice, né le 13 septembre 1957 à Brooklyn, New York dans une famille d'origine italienne, est un batteur de metal, connu principalement pour sa participation dans les groupes Dio, Black Sabbath, Heaven & Hell et 3 Legged Dogg. Il est le frère cadet de Carmine Appice, qui est membre de Vanilla Fudge et de Cactus.
Appice remplace Bill Ward au sein de Black Sabbath en 1980. Il participe à l'enregistrement de l'album Mob Rules, puis est limogé en 1983 en même temps que le chanteur Ronnie James Dio, avec lequel il fonde le groupe Dio, dont il restera membre jusqu'en 1989. Dio et lui réintègrent ensuite Black Sabbath entre 1990 et 1993, le temps d'enregistrer un nouvel album, Dehumanizer, puis partent reformer Dio. Appice en restera membre jusqu'en 1999.
En 2006, Appice, Dio, Tony Iommi et Geezer Butler fondent le groupe Heaven and Hell, qui est en fait une incarnation de Black Sabbath se focalisant sur les enregistrements du groupe au cours des années Dio. Heaven And Hell boucle plusieurs tournées internationales et enregistre un nouvel album, The Devil You Know, en 2009. L'année suivante, le groupe est dissous consécutivement au décès de Dio.
Appice occupe depuis le poste de batteur dans un groupe entièrement nouveau baptisé Kill Devil Hill, aux côtés de Dewey Bragg, Mark Zavon (ex-Ratt, ex-W.A.S.P.) et Rex Brown (ex-Pantera).
En 2013, Vinny Appice joue sur huit des onze titres de l'album Big Trouble du groupe Hollywood Monsters avec la participation de Steph Honde (chant et guitare), Don Airey (orgue), Tim Bogert (basse) et Paul Di'Anno (chant sur la piste bonus). L'album sort en 2014.
Vinny Appice a aussi participé à des enregistrements, en concert et en studio, avec les artistes et groupes tels que Rick Derringer, Axis, Ray Gomez, Dio, Hear 'n Aid, World War III, War & Peace, Raven Storm, Mark Boals, Power Project, 3 Legged Dogg, Kill Devil Hill, Suncrown, WAMI, Martiria, Toehider, Ian Ray Logan & Serpent's Ride, Joel Hoekstra's 13, Stonehand, Resurrection Kings, Last in Line, Ian Ray Logan & King of Twilight, Adrian Raso, The One Man Electrical Band, Appice (avec son frère Carmine Appice), Stagma et Concreto.

## Discographie

### Derringer
Albums studio
- Derringer (1976)
- Sweet Evil (1977)
- If I Weren't So Romantic I'd Shoot You (1978)

Albums live
- Live In Cleveland (1976)
- Derringer Live (1977)
- Live At The Paradise Theater, Boston, Massachusetts, July 7, 1978 (1978)

Compilation
- Required Rocking  (1996)

### Axis
- It's A Circus World (1978)

### Ray Gomez
- Volume (1980)

### Black Sabbath
- Mob Rules (1981)
- Live Evil (1982)
- Dehumanizer (1992)
- Black Sabbath: The Dio Years (2007)
- Live at Hammersmith Odeon (2007)

### Dio
- Holy Diver (1983)
- The Last in Line (1984)
- Sacred Heart (1985)
- Intermission (1986)
- Dream Evil (1987)
- Strange Highways (1993)
- Angry Machines (1996)
- Inferno - Last in Live (1998)

### Hear 'n Aid
- Hear 'n Aid - Stars (1986)

### World War III
- World War III (1990)

### War & Peace
- The Flesh & Blood Sessions (1999 / 2013)

### Raven Storm
- The Storm Project (2001)

### Mark Boals
- Edge of the World (2002)

### Power Project
- Dinosaurs (2006)

### 3 Legged Dogg
- Frozen Summer (2006)

### Heaven and Hell
- Live from Radio City Music Hall (2007)
- The Devil You Know (2009)
- Neon Nights: 30 Years of Heaven & Hell (2010)

### Kill Devil Hill
- Kill Devil Hill (2012)
- Revolution Rise (2013)

### Suncrown
- Children of the Sea (reprise de Black Sabbath) (2012)

### Hollywood Monsters
- Big Trouble (2014)

### WAMI
- Kill the King (2014)

### Martiria
- Revolution (2014)

### Toehider
- Mainly Songs About Robots (2015)

### Ian Ray Logan & Serpent´s Ride
- Between Lights and Shadows (2016)

### Joel Hoekstra's 13
- Dying To Live (2015)
- Running Games (2021)

### Stonehand
- When The Devil Comes (2015)

### Resurrection Kings
- Resurrection Kings (2016)

### Last in Line
- Heavy Crown (2016)
- II (2019)

### Ian Ray Logan & King of Twilight
- Reaching Dreams (sur Success Is to Live (the Life), 2017)

### Adrian Raso
- Frozen in Time (2017)

### The One Man Electrical Band
- Symptom of the Universe (2017)
- Dark Things (2018)

### Appice
- Sinister (avec son frère Carmine Appice, 2017)

### Stagma
- Stagma (2018)

### Concreto
- Lama EP (2018)

## Sources
- Best-drummer.com: Vinny Appice